# 颇章乡
颇章乡，是中华人民共和国西藏自治区山南市乃东区下辖的一个乡镇级行政单位。

## 行政区划
颇章乡下辖以下地区：
格拉村、雪村、布仁村、斯堆村、阿坝村、哈鲁岗村、达当村、地新村和夏果村。